# Robert Klein (historien de l'art)
Pour les articles homonymes, voir Robert Klein et Klein.
Robert Klein, né le 9 septembre 1918 à Timișoara et mort 21 avril 1967 à Settignano, est un historien des idées roumain d'expression française, spécialiste des écrits d'artistes de la Renaissance.

## Biographie

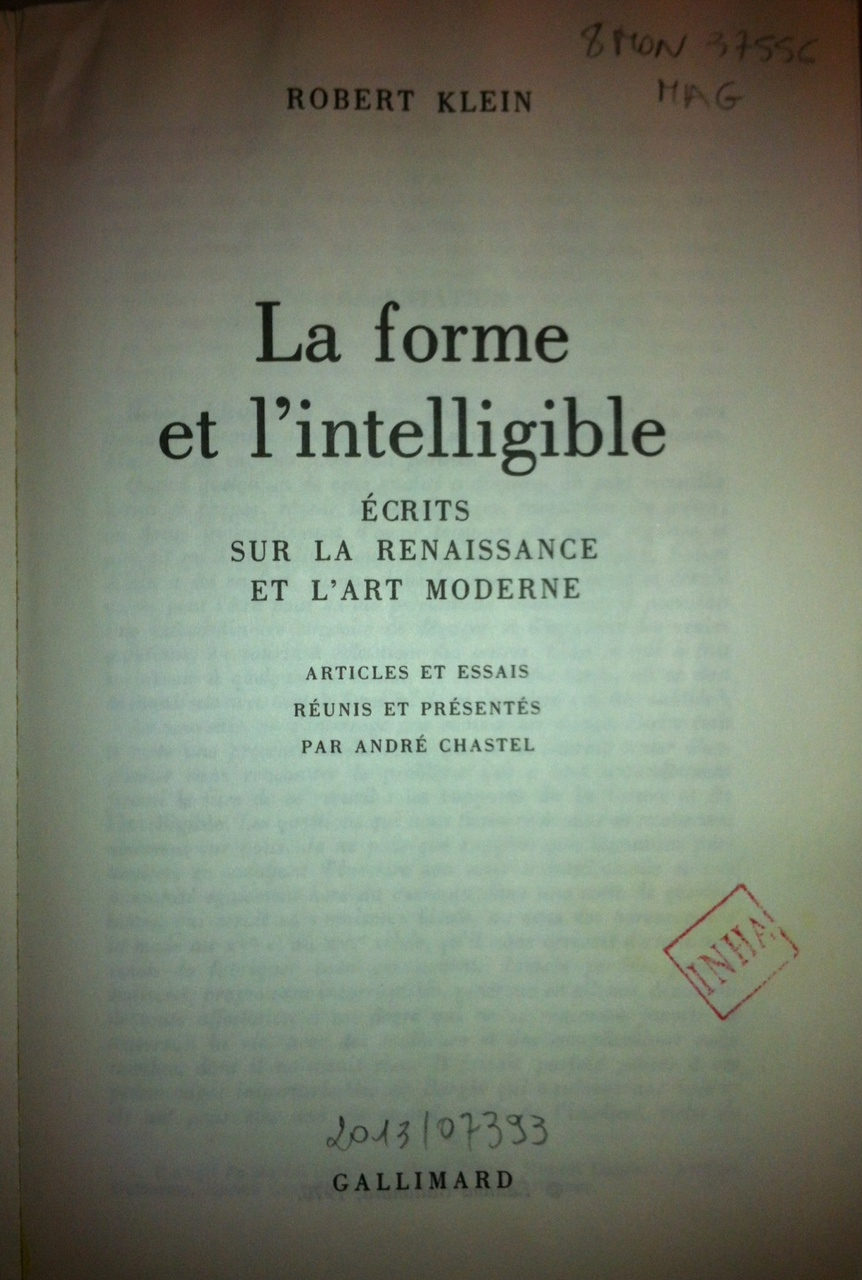
.

Il est formé à la médecine (1936-1937, université de Cluj, Roumanie), à la philosophie (1937-1938, université allemande de Prague) et aux sciences (1938-1939, université de Bucarest). Pendant la Seconde Guerre mondiale, il est soumis au service obligatoire en tant que juif, puis engagé volontaire après la libération de la Roumanie. En 1947, il obtient sa licence de philosophie à l'université de Bucarest, puis devient boursier du gouvernement français. Au printemps 1948, il se déclare réfugié politique et est déchu de sa nationalité roumaine.
En 1953, il obtient un diplôme supérieur d'esthétique à la Sorbonne sur Ars et Technè dans la tradition de Platon à Giordano Bruno, sous la direction d'Étienne Souriau, et en 1959, un diplôme de l'École pratique des hautes études, avec une édition critique de  l'Idea del Tempio della pittura (Milan, 1590) de Giovanni Paolo Lomazzo. Il est assistant d'Augustin Renaudet à l'École pratique des hautes études (1954-1958), puis assistant de Marcel Bataillon au Collège de France (1958-1962) et collaborateur d'André Chastel. Il participe à la rédaction de la revue Bibliothèque d'Humanisme et Renaissance, pour laquelle il rédige de nombreux comptes rendus. Il était également proche de Enrico Castelli Gattinara di Zubiena et de la revue Archivo di Filosofia dans laquelle il publia plusieurs textes. Il a été attaché au CNRS (1962-1965) et enseignant à l'université de Montréal (1966). Il est boursier à la Villa I Tatti durant l'été 1966.
En 1967, après la mort de sa compagne aux États-Unis, et alors qu'il était en résidence à la villa I Tatti, il se donna la mort. André Chastel publia un recueil de ses articles, sous la titre La Forme et l'Intelligible (Paris : Gallimard, 1970).
Ses archives ont été déposées, avec celles d'André Chastel, à l'Institut national d'histoire de l'art, à Paris.

## Publications

### Ouvrages
- Avec Augustin Renaudet et André Chastel, Le Procès de Savonarole, Paris : Club du Meilleur livre, 1957.
  - Éd. italienne : Il Processo di Girolamo Savonarola, A. Prosperi (éd.), Ferrare : Corbo, 1998.
- Avec André Chastel, L'Europe de la Renaissance : l'âge de l'humanisme, Paris : Éditions des Deux-Mondes, 1963.
- Avec Henri Zerner, Italian Art (1500–1600): Sources and Documents, Englewood Cliffs : Prentice Hall, 1966.

#### Ouvrages posthumes
- La Forme et l’Intelligible : écrits sur la Renaissance et l’art moderne, André Chastel (éd.), Paris : Gallimard, 1970.
  - Éd. anglaise : Form and Meaning: Essays on the Renaissance and Modern Art, H. Zerner (éd.), Princeton : Princeton University Press, 1980.
  - Éd. allemande : Gestalt und Gedanke: Zur Kunst und Theorie der Renaissance, Berlin : Wagenbach, 1996.
- L’Esthétique de la technè : l’art selon Aristote et les théories des arts visuels au XVIe siècle, éd. par Jérémie Koering, préface d’Henri Zerner, Paris : Institut national d’histoire de l’art, 2017, 320 p.  (ISBN 978-2-917902-37-0).
- Essai sur la responsabilité, éd. par Jérémie Koering et Carole Maigné, Paris : Institut national d’histoire de l’art, 2022, 144 p.  (ISBN 978-2-917902-98-1).

### Articles
- « L'imagination comme vêtement de l'âme chez Marsile Ficin et Giordano Bruno », Revue de métaphysique et de morale, no 1, janvier-mars 1956, p. 18-39.
- « La théorie de l'expression figurée dans les traités italiens sur les imprese, 1555-1612 », Bibliothèque d'Humanisme et Renaissance, t. 19, 1957, p. 320-342.
- « Pomponius Gauricus on perspective », The Art Bulletin, vol. 43, septembre 1961, p. 211-230.
- « Giudizio e gusto dans la théorie de l'art au Cinquecento », Rinascimento, I, 1961.
- « Les humanistes et la science », Bibliothèque d'Humanisme et Renaissance, t. 23, 1961, p. 7-16.
- « La dernière méditation de Savonarole », Bibliothèque d'Humanisme et Renaissance, t. 23, 1961, p. 441-448.
- « Considérations sur les fondements de l'iconographie », Ermeneutica e tradizione, Atti del III colloquio internazionale sulla tematica della demitizzazione, Archivo di Filosofia, no 1-2, 1963, p. 419-436.
- « Études sur la perspective à la Renaissance, 1956-1963 », Bibliothèque d'Humanisme et Renaissance, t. 25, 1963, p. 577-587.
- Avec Henri Zerner, « Vitruve et le théâtre à la Renaissance », Le Lieu théâtral à la Renaissance, Paris : CNRS, 1964, p. 49-60.
- « Les tarots enluminés du XVe siècle », L'Œil, no 145, 1967, p. 10-17.
- « Die Bibliothek von Mirandola und das Giorgione zugeschriebene "Concert champêtre" », Zeitschrift für Kunstgeschichte, vol. 30, 1967, p. 199-206.

### Éditions critiques
- Jacob Burckhardt, La Civilisation de la Renaissance en Italie, Robert Klein (éd.), Paris : Plon, 1958.
- Léonard de Vinci, Traité de la peinture, André Chastel et Robert Klein (éd.), Paris : Club des libraires de France, 1960.
- G. E. Lessing, Laocoon, suivi de Lettres concernant l'Antiquité et Comment les anciens représentaient la mort, R. Klein et J. Maurin-Bialostocka (éd.), Paris : Hermann, 1964.
- Pomponius Gauricus, De sculptura : 1504, A. Chastel et R. Klein (éd.), Genève : Droz, 1969.
- Giovan Paolo Lomazzo, Idea del tempio della pittura, R. Klein (éd.), Firenze : Istituto nazionale di studi sul Rinascimento, 1974.